# Seiyū Awards
O Seiyū Awards (声優アワード, Seiyū Awādo) é uma cerimônia de premiação para os dubladores de anime e de outras mídias do Japão. A  primeira edição ocorreu em 3 de março de 2007 na Sala Akiba 3D no Tokyo Anime Center em Akihabara.

## Cerimônias de premiação
| Cerimônia       | Data               | Local                 |
| --------------- | ------------------ | --------------------- |
| 1º Seiyū Awards | 3 de março de 2007 | Sala Akiba 3D         |
| 2º Seiyū Awards | 8 de março de 2008 | Sala UDX              |
| 3º Seiyū Awards | 7 de março de 2009 | Sala UDX              |
| 4º Seiyū Awards | 6 de março de 2010 | Sala UDX              |
| 5º Seiyū Awards | 5 de março de 2011 | Sala UDX              |
| 6º Seiyū Awards | 3 de março de 2012 | Salão JOQR Media Plus |
| 7º Seiyū Awards | 2 de março de 2013 | Salão JOQR Media Plus |
| 8º Seiyū Awards | 1 de março de 2014 | Salão JOQR Media Plus |
| 9º Seiyu Awards | 7 de março de 2015 | Salão JOQR Media Plus |